# Marshall Kirk McKusick
Marshall Kirk McKusik (né le 19 janvier 1954) a écrit de nombreux livres au sujet de Unix, et BSD en particulier.
Il a implémenté le Fast File System (FFS) dans la version 4.2 de BSD à l'Université de Berkeley au début des années 1980. Plus récemment il a développé soft updates.
Il est également le détenteur du copyright de la mascotte BSD : le fameux petit diablotin rouge tenant une fourche, aussi connu comme le Démon BSD.

## Vie privée
Marshall McKusik vit à Berkeley avec son conjoint Eric Allman, à l'origine de Sendmail au début des années 1980.